# Michael Robbins
Michael Robbins (Londen, 14 november 1930 – Caterham, 11 december 1992) was een Brits acteur. Aanvankelijk was Robbins bankbediende, maar daarnaast speelde hij in amateurproducties.

## Loopbaan
Robbins' televisiedebuut kwam in januari 1961, toen hij in een aflevering van The Avengers verscheen. Gedurende de jaren zestig speelde hij (vaak meerdere malen) gastrollen in bekende televisieseries. Zo was hij onder andere te zien in Z Cars, The Saint, Dixon of Dock Green en The Wednesday Play. Ook verscheen hij in talloze televisiefilms en speelde hij bescheiden rollen in enkele speelfilms.
In Nederland is Robbins het bekendst om zijn rol als Arthur Rudge in de comedyserie On the Buses. De serie liep tussen 1969 en 1973 en besloeg zeven seizoenen. Robbins speelde echter niet mee in het zevende en laatste seizoen. Hij besloot in 1972 namelijk om zich weer meer te gaan richten op het theater. Hij speelde dat jaar de rol van Tom Courtenay in het stuk Time and Time Again. Wel verscheen hij in de drie speelfilms omtrent On the Buses, die in resp. 1971 (On the Buses), 1972 (Mutiny on the Buses) en 1973 (Holiday on the Buses) verschenen.
Na 1973 bleef hij toch nog veel op televisie verschijnen. Hij speelde in de tweede helft van de jaren zeventig in enkele kortlopende, niet echt geslaagde televisieseries. Ook was hij in 1979 in een aflevering van George & Mildred te zien.
De jaren tachtig bestonden voor Robbins ook uit enkele kortlopende televisieseries, rollen in verscheidene televisiefilms en gastrollen in televisieseries. Zijn laatste televisiewerk was een gastrol in de televisieserie One Foot in the Grave in 1991.
Robbins overleed in het stadje Caterham aan kanker, 62 jaar oud. Hij is getrouwd geweest met actrice Hal Dyer, die ooit ook in een aflevering van On the Buses speelde. Ze was tevens te zien in Holiday on the Buses.
In 2004 verscheen de korte documentaire Writing a Final Visitation, waarin Robbins op archiefbeelden verscheen (in de rol van Richard Mace in Doctor Who).

## Filmografie
- One Foot in the Grave (televisieserie) - Irate Neighbour/Mr Killick (2 afleveringen, 1990-1991)
- The New Statesman (televisieserie) - Mad Eddie (aflevering Let Them Sniff Cake, 1991)
- Adam Bede (televisiefilm, 1991) - Thias Bede
- You Rang, M'Lord? (televisieserie) - Twelvetrees Sr. (aflevering Stranger in the Night, 1990)
- EastEnders (televisieserie) - The Councilman (aflevering 15 juni 1989)
- The Bill (televisieserie) - Tobin (aflevering The Strong Survive, 1989)
- Hi-De-Hi! (televisieserie) - Roger (aflevering Wedding Bells, 1988)
- Just Ask for Diamond (1988) - Fat Man
- Lord Peter Wimsey (televisiefilm, 1987) - Bill Rumm
- Rumpole of the Bailey (televisieserie) - Cyril Timson (aflevering Rumpole's Last Chance, 1987)
- Dempsey & Makepeace (televisieserie) - Simmons (aflevering Jericho Scam, 1986)
- Lost in London (televisiefilm, 1985) - Bill
- Fresh Fields (televisieserie) - Mr. Pringle (aflevering Do It Yourself, 1985)
- Fairly Secret Army (televisieserie) - Sergeant Major Throttle (12 afleveringen, 1984-1986)
- The Bounder (televisieserie) - Bert (aflevering Matchmaker, 1983)
- PS, It's Paul Squire (televisieserie) - Rol onbekend (1983)
- The Merry Wives of Windsor (televisiefilm, 1982) - Nym
- The Chinese Detective (televisieserie) - Caretaker (aflevering Secret State, 1982)
- Victor Victoria (1982) - Manager van het Victoria Hotel
- Doctor Who (televisieserie) - Richard Mace (aflevering The Visitation: Part 1 t/m 4, 1982)
- Emery Presents: Legacy of Murder (televisieserie) - Marley (aflevering Dying to Meet You, 1982)
- The Great Muppet Caper (1981) - Security Guard
- Brendon Chase (miniserie, 1981) - Sergeant Bunting
- Minder (televisieserie) - McQueen (aflevering All Mod Cons, 1980)
- Dick Turpin (televisieserie) - Sgt. Bullock (aflevering The Elixir of Life, 1980)
- George & Mildred (televisieserie) - Alf (aflevering The Last Straw, 1979)
- Leave It to Charlie (televisieserie) - Mr. Sowerbutts (aflevering ...And Harry's Just Wild About Me, 1979)
- Return of the Saint (televisieserie) - Beeky (aflevering Collision Course: The Brave Goose, 1979)
- The Saint and the Brave Goose (1979) - Beeky
- Mixed Blessings (televisieserie) - Fred Fachetti (22 afleveringen, 1978-1980)
- The Fuzz (televisieserie) - Detective Sergeant Marble (7 afleveringen, 1977)
- Devenish (televisieserie) - George Craddock (6 afleveringen, 1977-1978)
- Murder Most English: A Flaxborough Chronicle (televisieserie) - Pumphrey (aflevering Hopjoy Was Here: Part 1 en 2, 1977)
- The Heavy Mob (televisieserie) - Bert Ramsden (1977, aantal afleveringen onbekend)
- The Pink Panther Strikes Again (1976) - Ainsley Jarvis
- The Good Life (televisieserie) - Mr. Bulstrode (aflevering Whose Fleas Are These?, 1976)
- Operation Patch (televisieserie) - George Cosserat (7 afleveringen, 1976)
- Cooper (televisieserie) - Rol onbekend (1 aflevering, 1975)
- The Sweeney (televisieserie) - Kevin Lee (aflevering Big Brother, 1975)
- Cider with Rosie (televisiefilm, 1975) - Uncle Charlie
- Man About the House (1974) - Second Doorman
- How's Your Father? (televisieserie) - Eddie Cropper (13 afleveringen, 1974-1975)
- Thick as Thieves (televisieserie) - Sergeant Black (aflevering Good Conduct, 1974)
- Z Cars (televisieserie) - Diverse rollen (8 afleveringen, 1963-1974)
- Holiday on the Buses (1973) - Arthur Rudge
- Black and Blue (televisieserie) - Bert (aflevering Soap Opera in Stockwell, 1973)
- Soap Opera in Stockwell(televisiefilm, 1973) - Bert
- Home from Home(televisiefilm, 1973) - Bill Collins
- No Sex Please: We're British(1973) - Car Driver
- On the Buses (televisieserie) - Arthur Rudge (1969-1972)
- That's Your Funeral (1972) - 2nd Funeral Director
- Mutiny on the Buses(1972) - Arthur Rudge
- On the Buses(1971) - Arthur Rudge
- Villain (1971) - Barzun
- Zeppelin (1971) - Cockney Sergeant
- Danton (televisiefilm, 1970) - Sanson
- Play of the Month (televisieserie) - Flight Sergeant Thompson (aflevering Ross, 1970)
- The Wednesday Play (televisieserie) - Diverse rollen (7 afleveringen, 1966-1970)
- All the Way Is Up (1970) - Taxi Driver
- Crossplot (1969) - Garage Attendant
- Thirty-Minute Theatre - Harris (aflevering Trial, 1969)
- The Looking Glass War(1969) - Truck Driver
- Judge Dee (televisieserie) - Yuan (aflevering The Day of the Scavengers, 1969)
- Department S (televisieserie) - Burton (aflevering The Man in the Elegant Room, 1969)
- The Avengers (televisieserie) - Landlord/Henry Farrow/Cavell (3 afleveringen, 1961-1969)
- Till Death Us Do Part(1969) - Pub Landlord (Fred)
- Sherlock Holmes (televisieserie) - Mr. Toller/Breckinridge (2 afleveringen, 1965 en 1968)
- The Saint (televisieserie) - Smith/Pat Hurst/Harry (3 afleveringen, 1964-1968)
- Hello, Good Evening, and Welcome(televisiefilm, 1968) - Henry Whittaker
- The First Lade (televisieserie) - Harry Sugden (aflevering Vacancy, 1968)
- State of the Union(televisiefilm, 1968) - Ernie
- Up the Junction(1968) - Figgins
- Dixon of Dock Green (televisieserie) - Diverse rollen (6 afleveringen, 1964-1967)
- The Pilgrim's Progress (televisiefilm, 1967) - Jailor / Help / Goodwill / Watchful
- Callan (televisieserie) - Nobby Clarke (aflevering Goodbye, Nobby Clarke, 1967)
- The Whisperers (1967) - Mr. Noonan
- Adam Adamant Lives! (televisieserie) - Jeffreys (aflevering Death Has a Thousand Faces, 1966)
- The Man in Room 17 (televisieserie) - Bradshaw (aflevering Vendetta, 1966)
- The Baron (televisieserie) - Alan Jordan (aflevering There's Someone Close Behind You, 1966)
- Dead Man's Chest (1965) - Sergeant Harris
- Redcap (televisieserie) - Pvt. Pentlebury (aflevering A Town Called Love, 1965)
- The Wednesday Thriller (televisieserie) - Clerk of the Court (aflevering The House, 1965)
- Zero One (televisieserie) - First Attendant (aflevering The Body, 1965)
- Gideon's Way (televisieserie) - Smith (aflevering Fall High, Fall Hard, 1965)
- Count of Monte Cristo (televisiefilm, 1964) - Caderousse
- Rattle of a Simple Man (1964) - George
- Diary of a Young Man (televisiefilm, 1964) - Docker
- The Four Seasons of Rosie Carr (televisiefilm, 1964) - Dave
- The Bargee(1964) - Bargee
- Ghost Squad (televisieserie) - Stripey (aflevering Scorpion Rock, 1964)
- Suspense (televisieserie) - Inspector (aflevering Scissors, 1963)
- What a Crazy World (1963) - Percy
- Crane (televisieserie) - Jennings (aflevering A Death of No Importance, 1963)
- Dimensions of Fear (televisieserie) - PC Dumphy (4 afleveringen, 1963)
- Studio Four (televisieserie) - Humphrey Place (aflevering The Ballad of Peckham Rye, 1962)
- Armchair Theatre (televisieserie) - Lance Corporal Taylor (aflevering Roll on Blooming Death, 1961)
- You Can't Win (televisieserie) - Gas Company Man (aflevering Professional Status, 1961)
- Lunch Hour (1961) - Harris
- On Trial (televisieserie) - Sgt. Waghorn (aflevering 8 juli 1960)
- BBC Sunday Night Theatre - Rol onbekend (aflevering Shadow of Heroes, 1959)
- Be Soon (televisieserie) - Rol onbekend (aflevering 6 december 1957)

- Bibliothèque nationale de France: cb178066358 (data)
- Library of Congress Control Number: no2010065923
- MusicBrainz: 92f597f9-3092-485b-bf88-2fafbd309da8
- Virtual International Authority File: 120576521
- WorldCat: E39PBJfcHDQxP69bPtwwRrKmVC